# Монастырь Вэратек
Монастырь Вэратек (рум. Mănăstirea Văratec), или монастырь Вэратик (рум. Mănăstirea Văratic) в честь Успения Пресвятой Богородицы — женский монастырь Ясской архиепископии Румынской православной церкви в коммуне Агапия Нямецкого жудеца.

## История
Монастырь основан в 1781—1785 годах века схимонахиней Олимпиадой (в миру — Бэлаша Хереску) из Тополицкого скита, дочерью священника Михаил из Господарской церкви Святого Николая в Яссах и духовником отцом Иосифом из Трансильвании. Земля была куплена матушкой Олимпиадой у великого казначея Деляну и лесника Иона Бэлэною. В июне 1785 года начато строительство деревянной церкви в честь Успения Пресвятой Богородицы и нескольких келий, в которых поселились несколько монахинь, положив начало скиту Вэратек. В 1787 году сюда переселены монахини из Тополицкого скита, а в 1788 года — из скита Дурэу во главе со схимонахиней Назарией, которая стала настоятильнецей скита Вэратек. В 1794 года строится новая более обширная деревянная церковь.
В 1803 году митрополит Вениамин (Костаки) преобразовывает соседний Агапийский монастырь в женский и указом от 10 июля 1803 года объединяет его со скитом Вэратек. Кроме того, в Вэратек переселяются монахини из скитов Прапа-Доамна в Яссах, Гырчина и Вынэторий-Пьетрий в Нямецком цинуте. Таким образом, на 26 сентября 1811 года в Вэратеке проживало 197 монахинь и 76 послушниц. В 1808—1812 годах построена новая каменная церковь. В 1821 году Вэратек разграблен туркам, а монахини изгнаны или убиты. В 1839 году обитель становится самостоятельным монастырём. 11 июня 1900 года б́ольшая часть монастыря разрушена пожаром, но вскоре он был восстановлен. В 1909 году в монастыре проживало 304 насельницы.
В 2002 году в монастыре проживало 504 насельницы, что делало его крупнейшим в Румынии. В марте 2008 года Священный синод Румынской православной церкви причислил отца Иосифа из Вэратека к лику святых с установлением дня памяти 16 августа по новоюлианскому календарю.

## Настоятельницы
- Назария 1788—1814
- Маглалина 1815—1822
- Олимпиада 1822—1828 и 1834—1842
- Евфросиния (Лазу) 1844—1887
- Евгения (Негри) 1887—1894
- Вениамина (Гермезиу) 1894—1904
- Евгения (Теодор) упом. 1909
- Ирина (Лекка) 1940—1942 и 1946—1951
- Маргарита (Околеску) 1951—1954
- Пелагия (Амимлкар) 1942—1946 и 1954—1972
- Назария (Ницэ) 1973—1995
- Иосефина (Джосану) с 2002 года